# La Jefa (telenovela)
La Jefa é uma série de televisão estadunidense de drama policial produzida pela Telemundo Studios para a Telemundo em 2025. A série é um reboot da série de televisão de 2014 criada por Roberto Stopello, Señora Acero, desenvolvida por José Vicente Spataro. Estreou na Telemundo em 18 de fevereiro de 2025, ocupando o horário deixado vago por El Conde: Amor y honor para novelas e séries de televisão originais.
A protagonizada por Fabiola Guajardo, Iván Arana e Mauricio Henao e antagonizada por Azela Robinson, Andrés Almeida, José María Galeano, Jorge Luis Moreno, Laura Vignatti, Julieta Grajales, Uriel del Toro, Pakey Vázquez e Alejandra Lazcano e atuaçãoes estelares de Verónica Merchant, Pepe Gámez, Yany Prado, Sara Corrales, Jesús Moré e Sachi Tamashiro e o primeiro ator Guillermo Quintanilla.

## Enredo
Gloria Guzmán (Fabiola Guajardo) tem uma vida invejável: um marido exemplar, um filho adorado e uma família respeitada. Aparentemente, uma vida perfeita. No dia em que ela se une ao marido Juan José (Cristián de la Fuente), comandante da FGE, ele é assassinado por ter roubado cinco milhões de dólares do cartel de Tijuana, liderado por El Duque Medina (José María Galeano). Após a prisão, Gloria pega uma arma e atira nos dedos de El Duque. Após esse evento, o duque sela para sempre o destino de Glória em sangue e sofrimento.
A vida de Glória se transforma num inferno enquanto ela tenta sobreviver às ameaças do duque e de seu cunhado Jacinto Ortega (Andrés Almeida), que exige o dinheiro que seu falecido marido roubou. Então ela decide fugir de Tijuana com seu filho Daniel (Dante Aguilar), sem dinheiro, sem o apoio da família, com a polícia em seu encalço e a mídia apontando o dedo para ela. Longe de suas raízes, Gloria começa a trabalhar no salão de beleza de Maribel Ortiz (Azela Robinson), uma vigarista que engana mulheres jovens para que realizem cirurgias estéticas ilegais. Lá ela conhece Yadira Castro (Yany Prado) e Laura Rojas (Sara Corrales) e as três se tornam aliadas inseparáveis.
Infelizmente para Gloria, Daniel é diagnosticado com diabetes infantil. Ela sabe que o tratamento é caro e que jamais conseguiria pagar trabalhando como cabeleireira, então deve usar sua ousadia e liderança para se envolver no caminho sem fim da lavagem de dinheiro e do tráfico de drogas para que um poderoso chefe da máfia a patrocine e facilite uma poderosa série de alianças até ser batizada como A Chefe, acreditando que assim poderá dar uma vida melhor ao seu filho Daniel. Agora uma temida senhora e mestre entre os traficantes de drogas, Gloria superará os inimigos que tornaram sua vida impossível. À medida que a história avança, ele descobre que por trás de todo o seu infortúnio há um demônio escondido nas sombras.

## Elenco
- Fabiola Guajardo - Gloria Guzmán de Cruz
- Iván Arana - Eduardo Torres
- Mauricio Henao - Mateo Restrepo
- Azela Robinson - Maribel Ortiz
- Andrés Almeida - Jacinto Ortega
- Verónica Merchant - Matilde de Guzmán
- Pepe Gámez - Sebastián Cruz
- Yany Prado - Yadira Castro
- José María Galeano - Duque Medina
- Guillermo Quintanilla - Venancio Estrada
- Sara Corrales - Laura Rojas
- Jesús Moré - Mauricio Domínguez
- Jorge Luis Moreno - Ignacio Pérez "Don Nacho"
- Dante Aguiar - Daniel Cruz Guzmán
- Sachi Tamashiro - Ernestina Guzmán de Ortega
- Laura Vignatti - Luisa Guzmán
- Julieta Grajales - Sonia de Fierro
- Uriel del Toro - Gabriel Rondón "El Cuervo"
- Gary Centeno - Gael Vargas
- Pakey Vázquez - Perrón
- Nahuel Escobar - Fercho
- Alejandra Lazcano - Verónica Ramos
- Rodolfo Valdés - Fernando
- Mayra Batalla - Ramona Muñoz
- Fernando Cuautle - Morrillo
- Ana Pau Castell - Susana Méndez
- Alfredo Gatica - Arturo Corona
- Jorge Luis Vázquez - Comandante Castillo
- Mario Alberto Monroy - Marco
- Pablo Astiazarán - Nino Silva
- Cristián de la Fuente - Juan José Cruz
- Aldo Lira - Iván "Ivancito"
- Carlos Pohls - Bernardo
- Ezequiel Cardenas - Doctor
- Joanydka Mariel - Amparo
- Jonathan Ontiveros - Facundo
- Luis Ernesto Verdín - Marlin
- Mar Arostegui - Karen Carmona
- Renata Zalvidea - Olga Piñeros
- Enrique Singer - Ramiro Guzmán
- Odín Ayala - Babas
- Isabella Arroyo - Amanda
- Arturo Valdemar - Bacalao
- Alberto Lopez - Teniente Rivera
- Luis Ernesto Verdín - Marlin
- Natalia Benvenuto - Esther
- Mario Loria - Alberto Quevedo

## Produção
Em 9 de maio de 2024, a Telemundo anunciou durante seu evento inicial para a temporada de televisão de 2024–2025 que uma reboot de Señora Acero estava em desenvolvimento, sob o título provisório de Perseguida. A produção começou a ser filmada em 24 de outubro de 2024 no México. No mesmo dia, foi anunciado que La Jefa seria o título oficial da série e o elenco principal foi confirmado.